# Фарминг (тауншип, Миннесота)
Фарминг (англ. Farming) — тауншип в округе Стернс, Миннесота, США. На 2000 год его население составило 875 человек.

## География
По данным Бюро переписи населения США площадь тауншипа составляет 100,8 км², из которых 97,2 км² занимает суша, а 3,5 км² — вода (3,52 %).

## Демография
По данным переписи населения 2000 года здесь находились 875 человек, 280 домохозяйств и 227 семей.  Плотность населения —  9,0 чел./км².  На территории тауншипа расположено 289 построек со средней плотностью 3,0 построек на один квадратный километр. Расовый состав населения: 99,20 % белых, 0,11 % коренных американцев, 0,46 % азиатов и 0,23 % приходится на две или более других рас. Испанцы или латиноамериканцы любой расы составляли 0,11 % от популяции тауншипа.
Из 280 домохозяйств в 47,1 % воспитывались дети до 18 лет, в 74,6 % проживали супружеские пары, в 2,9 % проживали незамужние женщины и в 18,9 % домохозяйств проживали несемейные люди. 15,7 % домохозяйств состояли из одного человека, при том 4,6 % из — одиноких пожилых людей старше 65 лет. Средний размер домохозяйства — 3,13, а семьи — 3,54 человека.
32,8 % населения — младше 18 лет, 9,0 % — в возрасте от 18 до 24 лет, 33,7 % — от 25 до 44, 18,2 % — от 45 до 64, и 6,3 % — старше 65 лет. Средний возраст — 30 лет. На каждые 100 женщин приходилось 112,9 мужчин.  На каждые 100 женщин старше 18 приходилось 125,3 мужчин.
Средний годовой доход домохозяйства составлял 50 170 долларов, а средний годовой доход семьи —  52 216 долларов. Средний доход мужчин —  30 586  долларов, в то время как у женщин — 21 012. Доход на душу населения составил 18 431 доллар. За чертой бедности находились 3,5 % семей и 4,8 % всего населения тауншипа, из которых 4,0 % младше 18 и 14,3 % старше 65 лет.